# Hylophasma cavigena
Hylophasma cavigena là một loài tò vò trong họ Ichneumonidae.